# Shay Mitchell
Pour les articles homonymes, voir Mitchell.
Shay Mitchell, née le 10 avril 1987 à Mississauga, en Ontario, est une actrice, mannequin et productrice canadienne. 
Elle a incarné plusieurs rôles dans des séries télévisées américaines, notamment dans Aaron Stone (2010-2011), Pretty Little Liars (2010-2017) ainsi que You (2018) sur Netflix, elle confirme avec Dollface (2019-2022) sur la plateforme de vidéo à la demande Disney+. 
Présente également au cinéma, elle a interprété plusieurs rôles importants, notamment dans  Immediately Afterlife (2014), Joyeuse fête des mères (2016), Dreamland (2016) mais aussi L'Exorcisme de Hannah Grace (2018) qui devient un énorme succès, on l’a retrouvé également dans Something From Tiffany’s (2022) sur Prime Vidéo. Depuis 2021, elle double le personnage principal Alexandra Trese dans la série d'animation Trese: Entre deux mondes sur Netflix. 
En 2018, elle crée sa propre marque d'accessoires de voyage, Beis. Puis, en 2020, elle crée sa marque de Tequilla, Drinkonda.
Elle est égérie pour une campagne Adidas en 2018. Puis en 2020 elle devient le nouveau visage de la marque Cacharel et connaît un certain succès dans sa carrière de mannequin. Elle connaît une grande popularité et compte de nombreux fans, souvent complimentées sur sa beauté, elle reçoit notamment le prix de « la femme la plus glamour sur instagram. » 
Depuis l’âge de 20 ans, elle est présente dans de nombreux clips de célèbres chanteurs, notamment dans ceux de Sean Paul, Nick Jonas et Drake.
En 2022, elle devient productrice exclusive de la série à succès The Cleaning Lady diffusée sur la FOX.

## Biographie

### Jeunesse et formation
Née à Mississauga, banlieue de Toronto en Ontario, Shay Mitchell est la fille aînée de Precious Garcia, originaire de Pampanga qui a émigré au Canada à l'âge de dix-neuf ans, et de Mark Mitchell, un canadien d'ascendance irlandais et écossais. Ils travaillent tous les deux dans la finance. Elle a un frère cadet, Sean Garcia Mitchell, né le 4 octobre 1996. Elle est la cousine germaine de l'actrice et chanteuse philippine Lea Salonga.
Très jeune, Shay Mitchell s'intéresse à l'art. Dès l'âge de cinq ans, elle suit des cours de danse et participe à des concours. À l'âge de dix ans, elle s'installe à Vancouver avec sa famille. Un an plus tard, elle est remarquée par une agence de mannequinat. Adolescente, elle est représentée par des agences de mannequinat situées à Hong Kong, Barcelone et Bangkok. Par la suite, elle retourne vivre à Toronto afin d'étudier le théâtre dans une école.

### Débuts de carrière et révélation

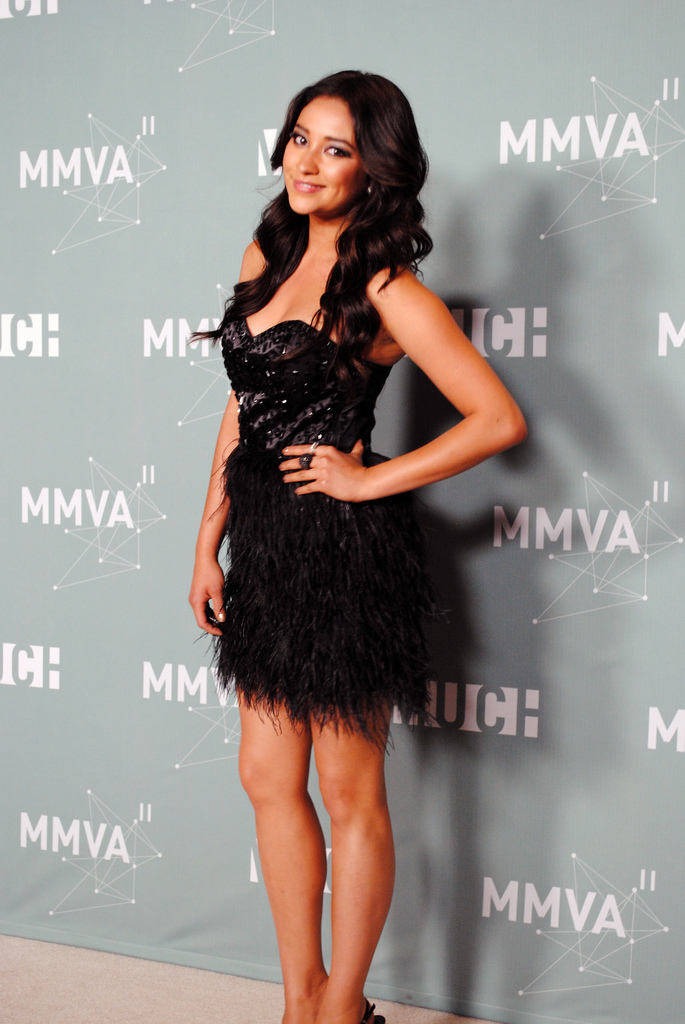
Shay Mitchell lors des MuchMusic Video Awards 2011.

En 2009, elle obtient son premier rôle, celui d'un mannequin, dans un épisode de la série télévisée canadienne Degrassi : La Nouvelle Génération. Elle est également apparue dans diverses publicités. Cette même année, elle joue dans le clip Hold My Hand de Sean Paul.
Alors qu'elle avait auditionné pour le rôle de Spencer Hastings, Shay Mitchell est choisie pour incarner Emily Fields dans la série américaine Pretty Little Liars, en décembre 2009. Le show est diffusé sur la chaîne ABC Family à partir du 8 juin 2010. Il s'agit d'une adaptation de la série littéraire Les Menteuses de Sara Shepard.
La série rencontre le succès auprès d'un jeune public et permet à l'actrice de se faire connaître. Le succès est tel qu'il donne naissance à deux spin-off : Ravenswood mettant en scène le personnage de Caleb Rivers et se déroulant parallèlement à la quatrième saison de la série, puis The Perfectionists, qui se déroule après la série et met en scène les personnages d'Alison DiLaurentis et de Mona Vanderwaal.
Parallèlement à cet engagement, l'actrice signe, en janvier 2011, un contrat avec Procter & Gamble et devient la porte-parole de la marque Pantene. La même année, elle remporte avec le reste de la distribution principale de PLL, un prix lors des Young Hollywood Awards.

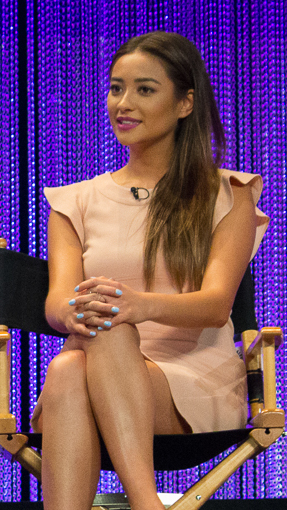
Au Paley Fest 2014, pour la promotion de Pretty Little Liars.

En 2014, le magazine Esquire Philippines la nomme « The sexiest woman alive » et le site people américain BuzzFeed la nomme « Femme la plus glamour d'Instagram de 2014 ».
En juillet 2014, Shay Mitchell est nommée dans la catégorie « Meilleure actrice de télévision de l'été » aux Teen Choice Awards 2014. La cérémonie a eu lieu le 10 août 2014. Toutefois, c'est Ashley Benson, sa partenaire dans Pretty Little Liars, qui remporte le prix.
En 2016, elle apparaît dans le clip de la chanson Under You de Nick Jonas et joue dans son premier long métrage avec la comédie dramatique de Garry Marshall, Joyeuse fête des mères aux côtés de Jennifer Aniston, Kate Hudson et Julia Roberts. La même année, elle est un second rôle dans la comédie musicale indépendante Dreamland de Robert Schwartzman avec Johnny Simmons, Frankie Shaw et Beverly D'Angelo. 

### Carrière diversifiée

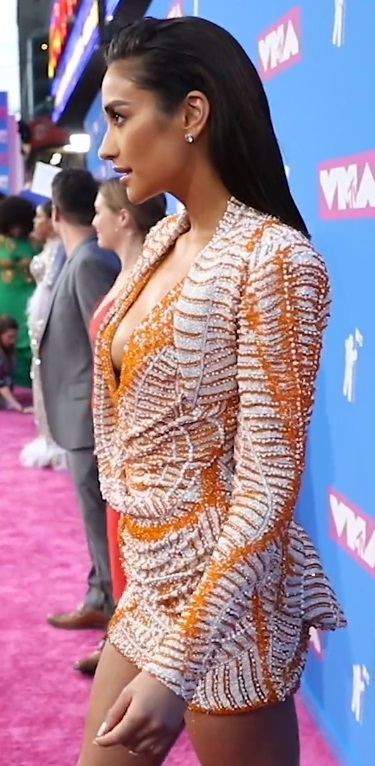
Sur le tapis rouge des VMA Awards 2018.

En 2017, Pretty Little Liars s'arrête au bout de sept saisons et 160 épisodes. 
Dès l'année suivante, elle obtient l’un des premiers rôles dans la série thriller You diffusée sur la chaîne de télévision Lifetime et sur la plateforme de vidéo à la demande Netflix, en France. Elle est ensuite propulsée au cinéma comme tête d'affiche avec le film d'horreur à succès L'Exorcisme de Hannah Grace réalisé par Diederik van Rooijen. 
Elle poursuit sa carrière dans le mannequinat, devenant notamment égérie pour une campagne Adidas en 2018, ainsi qu’en 2020 où elle devient même le nouveau visage de la prestigieuse marque Cacharel. Shay a souvent été complimentées sur sa beauté, elle a d’ailleurs reçue le prix de « la femme la plus glamour sur instagram. »
Cependant, elle n'en délaisse pas la télévision et poursuit sa collaboration avec Sara Shepard en acceptant de rejoindre la distribution principale d'un soap plus adulte pour le réseau ABC, The Heiresses. La série suit le quotidien d'une famille aisée de New-York dans l'empire mondial de la haute joaillerie. Et dans le même temps, elle rejoint la distribution principale d'une série comique de la plateforme Hulu, Dollface aux côtés de Brenda Song et Kat Dennings, produite par Margot Robbie. Le rôle fut initialement attribué à l'actrice Lex Scott Davis avant que Shay Mitchell ne soit choisie pour l'incarner. Depuis 2021, elle double également le personnage principal, Alexandra Trese dans la série d’animation Trese: Entre deux mondes sur Netflix.
Elle est également business woman et crée sa propre marque d'accessoires de voyage, Beis, ainsi que sa propre Tequilla, nommée Drinkonda.
C’est en 2022, qu’elle passe au rang de productrice, puisqu’elle devient officiellement productrice exclusive de la série The Cleaning Lady diffusée sur la FOX.
Elle possède une chaîne YouTube intitulée « Shay Mitchell », sur laquelle elle partage ses conseils concernant la mode, le maquillage, la cuisine ou encore le sport. Le 17 juillet 2019, elle publie sa première vidéo Almost ready, le premier épisode qui raconte sa première grossesse.

### Vie privée
De juillet 2013 à septembre 2014, Shay Mitchell est en couple avec Ryan Silverstein (né le 12 août 1983), un ami proche de Drake. En 2016, elle fréquente brièvement le basketteur Jimmy Butler.
Depuis janvier 2017, elle partage la vie du journaliste et producteur de musique canadien Matte Babel (né le 13 octobre 1980), qu'elle avait déjà brièvement fréquenté dix ans auparavant lorsqu'elle vivait encore à Toronto. Durant l'année 2018, l'actrice fait une fausse couche. Le couple a deux filles : Atlas Noa Babel (née le 8 octobre 2019) et Rome Babel (née le 21 mai 2022).

## Filmographie

### Cinéma
- 2008 : Cupid's Cafe de Paul Hart : Allison
- 2010 : Vérona de Laurie Lynd : Model
- 2014 :  Immediately Afterlife de Hazart : Marissa
- 2016 : Joyeuse fête des mères (Mother's Day) de Garry Marshall : Tina
- 2016 : Dreamland (en) de Robert Schwartzman : Nicole
- 2018 : L'Exorcisme de Hannah Grace (The Possession of Hannah Grace) de Diederik van Rooijen :  Megan Reed
- 2022 : Something From Tiffany’s : Vanessa

### Télévision

#### Séries télévisées
- 2009 : Degrassi : La Nouvelle Génération : Top Model (2 épisodes)
- 2010 - 2011 : Aaron Stone : Irina Webber (12 épisodes, rôle principal)
- 2010 : Rookie Blue (3 épisodes)
- 2010 - 2017 : Pretty Little Liars : Emily Fields (160 épisodes, rôle principal)
- 2012 : Glee (2 épisodes)
- 2013-2014 : Hey Tucker! : elle-même (mini-série, rôle récurrent, 6 épisodes)
- 2017 : King Bachelor's Pad : Beauté (rôle récurrent, 4 épisodes)
- 2018 : The Heiresses (rôle principal, 22 épisodes - en développement pour ABC)
- 2018 : RuPaul's Drag Race: All Stars : Guest Star
- 2018 : You : Peach Salinger (Saison 1 - 7 épisodes)
- 2019-2020 : Almost Ready : Shay (rôle principal - 6 épisodes, également productrice)
- 2019 - 2022 : Dollface : Stella Cole (rôle principal - 20 épisodes)
- 2021 : Trese: Entre deux mondes (série d'animation) : Alexandra Trese (rôle principal, 6 épisodes, voix)
- 2021 : Miracle Workers : Purple
- 2022 : The Cleaning Lady : Productrice exclusive
- 2023 : Velma : Brenda
- 2024 : Thirst with Shay Mitchell : Elle-même

### Vidéoclips
- 2009 : Hold My Hand de Sean Paul
- 2016 : Under You de Nick Jonas
- 2017 : Help Me Help You de Logan Paul feat. Why Don't We
- 2018 : In My Feelings de Drake

## Voix françaises
En France
| - Ingrid Donnadieu dans : - Aaron Stone (série télévisée) - Pretty Little Liars (série télévisée) - You (série télévisée) - L'Exorcisme de Hannah Grace | et aussi - Caroline Cadrieu dans Joyeuse fête des mères - Emmylou Homs dans Dollface (série télévisée) - Audrey Sourdive dans Trese : Entre les deux mondes (série d'animation) - Alice Taurand dans Une bague pour deux |

## Distinctions

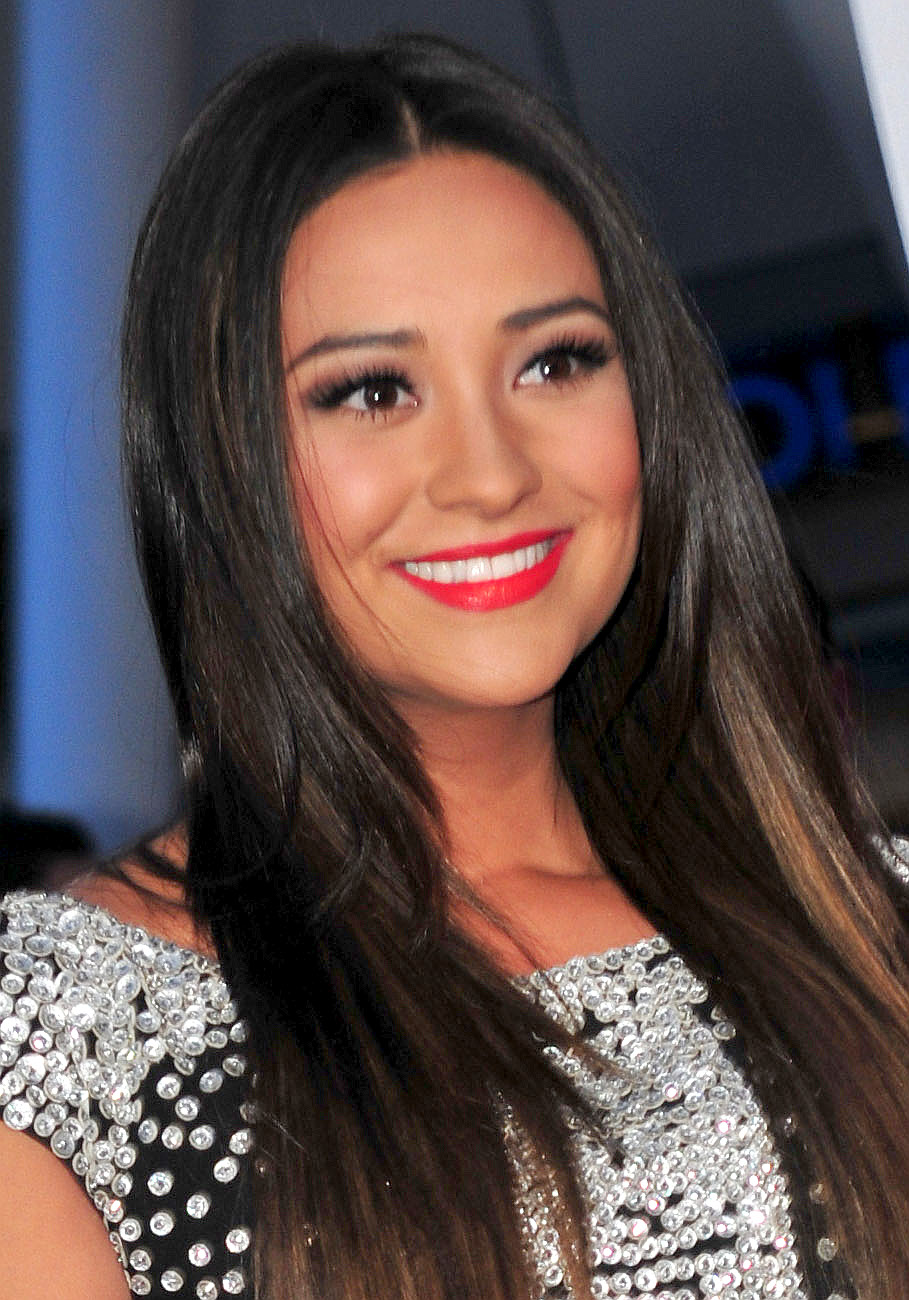
Shay Mitchell lors de la 38e cérémonie des People's Choice Awards en 2012.

Sauf indication contraire ou complémentaire, les informations mentionnées dans cette section proviennent de la base de données IMDb.

### Récompenses
- Young Hollywood Awards 2011 : Casting à surveiller pour Pretty Little Liars[20]

- Buzz Feed Celeb 2014 : Femme la plus glamour d’instagram

- 42e cérémonie des People's Choice Awards 2016 : Actrice de télévision préférée pour Pretty Little Liars

- 19e cérémonie des Teen Choice Awards 2017 : meilleure actrice dans une série télévisée dramatique pour Pretty Little Liars

- 70e cérémonie des Primetime Emmy Awards 2018 : meilleure actrice de cinéma pour L'Exorcisme de Hannah Grace

- 21e cérémonie des Teen Choice Awards 2019 : meilleure actrice dans une série télévisée dramatique pour You

- 77e cérémonie des Golden Globes Awards 2020 : meilleure actrice dans une série pour Dollface

- 46e cérémonie des People's Choice Awards 2020 : meilleure actrice dans une série pour Dollface

### Nominations
- 16e cérémonie des Teen Choice Awards 2014 : meilleure actrice de télévision de l'été pour Pretty Little Liars
- 17e cérémonie des Teen Choice Awards 2015 : meilleure actrice dans une série télévisée dramatique pour Pretty Little Liars
- 18e cérémonie des Teen Choice Awards 2016 : meilleure actrice de télévision de l'été pour Pretty Little Liars

- 45e cérémonie des People's Choice Awards 2020 : meilleure actrice dans une série pour You